# Jerry Sloan
Pour les articles homonymes, voir Sloan.
Gerald Eugene Sloan dit Jerry Sloan, né le 28 mars 1942 à McLeansboro dans l'État de l'Illinois et mort le 22 mai 2020 à Salt Lake City (Utah), est un joueur et entraîneur américain de basket-ball.

## Biographie
Après un court séjour à l'université de l'Illinois, Jerry Sloan est transféré dans la petite université d'Evansville (NCAA division II), plus proche de chez lui. Il cumule 15,5 pts et 12,4 rebonds sur les trois années passées à Evansville.
Il porte son équipe vers deux titres de champions NCAA de seconde division, et est à deux reprises élu Most Outstanding Player des tournois, où il se fait remarquer pour sa science du jeu.
Drafté par les Bullets de Baltimore lors de son année senior, Sloan refuse l'offre afin de terminer sa carrière universitaire. Les Bullets doivent l'attendre un an de plus.
Il marque en moyenne 6 points en 16 minutes par match lors de ses débuts. Il est recruté par les Bulls de Chicago lors de leur arrivée en National Basketball Association (NBA) en 1966 où il reste jusqu'à la fin de sa carrière de joueur. Il permet à l'équipe d'accéder aux play-offs et lui-même au NBA All-Star Game grâce à ses excellentes statistiques (17,4 points et 9,1 rebonds). Sa moyenne au rebond est particulièrement impressionnante pour un arrière. Il est reconnu comme un des meilleurs défenseurs de la Ligue, jusqu'à une blessure au genou, qui le force à prendre sa retraite en 1976.  
Ses statistiques sur les dix années passées aux Bulls sont de 18,3 points et 8,8 rebonds par match. Son numéro 4 est le premier maillot retiré par les Bulls ; la cérémonie a eu lieu le 17 février 1978.
Jerry Sloan devient entraîneur-adjoint à Chicago de 1977 à 1979, puis au Jazz de l'Utah en 1983. En 1988, il devient entraîneur du Jazz de l'Utah, succédant à Frank Layden, qui devient président de la franchise. En 2008, il en est à sa 21e saison consécutive, une fidélité record en NBA et dans les sports professionnels américains, marquée par deux finales NBA en 1997 et 1998 (perdues face à son ancienne équipe des Bulls de Chicago), avec le duo de Hall of Famers John Stockton-Karl Malone.
Après le départ de ces deux piliers, il reconstruit une équipe, autour notamment d'Andreï Kirilenko, la première saison post-Stockton et Malone est satisfaisante au regard de l'effectif dont Sloan avait à disposition, même si le Jazz manque de justesse les play-offs pour la première fois de la carrière d'entraîneur de Sloan.
Mais en 2005, il obtient pour la première fois un bilan négatif (26 victoires et 56 défaites). En juin 2005, le Jazz drafte Deron Williams autour duquel l'équipe est reconstruite. 
En 2007, le Jazz atteint les finales de conférence mais chute face aux Spurs de San Antonio.
Malgré le respect unanime de ses homologues, il n'a jamais été élu entraîneur NBA de l'année. Jerry Sloan détient par ailleurs le record NBA du plus grand nombre de fautes techniques (413).
En 2009, il est intronisé au Basketball Hall of Fame. Il démissionne le 10 février 2011 après 23 années passés au poste d'entraîneur du Jazz. Sloan est le quatrième entraîneur le plus victorieux de l'histoire de la NBA avec 1 221 victoires pour 803 défaites (derrière Don Nelson, Lenny Wilkens et Gregg Popovich).
Le 6 avril 2016, on apprend que Jerry Sloan est atteint de la maladie de Parkinson et de la démence à corps de Lewy avec très peu de chance de traitement curatif.
Il meurt le 22 mai 2020 à l'âge de 78 ans.